# Daule
Daule  est une ville de l'Équateur et le chef-lieu du canton de Daule, dans la province du Guayas. 